# 스타호크 (2012년 비디오 게임)
스타호크(Starhawk)는 2012년 5월 10일에 플레이 스테이션 3 전용으로 발매된 3인칭 슈팅 게임이다. 2007년 발매된 《워호크》의 속편이다.